# Fallout (série de televisão)
Fallout é uma série de televisão americana de drama pós-apocalíptico criada por Graham Wagner e Geneva Robertson-Dworet para Amazon Prime Video. Ela é baseada na franquia de videogame RPG criada por Tim Cain.
A Amazon adquiriu os direitos para produzir um projeto de ação live-action em 2020, e o programa foi anunciado em julho, com Jonathan Nolan e Kilter Films, de Lisa Joy, unidos à Bethesda Game Studios na produção. Nolan dirigiu os três primeiros episódios. O produtor da Bethesda Game Studios, Todd Howard, que dirigiu vários jogos da série, assinou contrato como produtor executivo ao lado de Nolan e Joy. Robertson-Dworet e Wagner foram contratados como showrunners da série em janeiro de 2022, e Walton Goggins e Ella Purnell foram escalados em fevereiro e março, respectivamente.
Fallout estreou no Prime Video em 10 de abril de 2024. Foi aclamado pela crítica, com elogios especiais às atuações (especialmente de Purnell, Aaron Moten e Goggins), à escrita, aos efeitos visuais, ao design de produção e à fidelidade ao material original.
Em 18 de abril de 2024, o Prime Video anunciou a renovação de Fallout para a segunda temporada. De tabela, informou que a leva de estreia foi a temporada mais vista na plataforma desde Os Anéis de Poder.

## Premissa
O show retrata as consequências da Grande Guerra de 2077, uma troca nuclear apocalíptica em uma história alternativa da Terra, onde os avanços na tecnologia nuclear após a Segunda Guerra Mundial levaram ao surgimento de uma sociedade retrofuturista e a uma subsequente guerra de recursos. Muitos sobreviventes se refugiaram em bunkers conhecidos como Vaults.
Mais de duzentos anos depois, em 2296, uma jovem chamada Lucy deixa para trás sua casa no Vault 33 para se aventurar no deserto perigosamente implacável de uma Los Angeles devastada em busca de seu pai. Ao longo do caminho, ela conhece um escudeiro da Irmandade de Aço e um caçador de recompensas necrótico, cada um com seu próprio passado misterioso e planos para resolver.

## Elenco e personagens

### Principal
- Ella Purnell como Lucy MacLean, uma jovem Vault Dweller
  - Luciana VanDette interpreta a jovem Lucy MacLean
- Aaron Moten como Maximus, um escudeiro da Irmandade do Aço que se torna aliado de Lucy
  - Amir Carr interpreta o jovem Maximus
- Kyle MacLachlan como Hank MacLean, pai de Lucy e Supervisor do Vault 33
- Moisés Arias como Norm MacLean, irmão de Lucy
- Walton Goggins como Necrótico / The Ghoul / Cooper Howard, um ator de Hollywood outrora famoso e embaixador da Vault-Tec que se transformou em um ghoul depois que as bombas caíram e agora ganha a vida como pistoleiro e caçador de recompensas

### Recorrente
- Sarita Choudhury como Lee Moldaver
- Leslie Uggams como Betty Pearson, membro do conselho de governo do Vault 33 e, mais tarde, Supervisora. Originalmente do Vault 31
- Johnny Pemberton como Thaddeus, um membro da Irmandade do Aço
- Zach Cherry como Woody Thomas, membro do conselho administrativo do Vault 33
- Annabel O'Hagan como Stephanie Harper, uma residente grávida do Vault 33 e amiga mais próxima de Lucy. Originalmente do Vault 31
- Dave Register como Chet, primo de Lucy que se sente atraído por ela
- Rodrigo Luzzi como Reg McPhee, membro do conselho administrativo do Vault 33
- Leer Leary como Davey, um residente do Vault 33
- Elle Vertes como Rose MacLean, ex-residente do Vault 33 e mãe de Lucy e Norm
- Teagan Meredith como Janey Howard, filha de Cooper em 2077
- Frances Turner como Barb Howard, esposa de Cooper em 2077 e executiva da Vault-Tec

### Convidados
- Matt Berry
  - como "Sr. Handy", um robô assistente da General Atomics
  - como "Snip Snip"
  - como Sebastian Leslie
- Michael Esper
  - como Bud Askins
  - como "Cérebro-em-um-Roomba"
- Michael Cristofer como Elder Cleric Quintus
- Jon Daly como um vendedor de óleo de cobra
- Chris Parnell como Ben, o Supervisor do Vault 4
- Cherien Dabis como Birdie, uma residente nascida na superfície do Vault 4
- Dallas Goldtooth como Charles Whiteknife
- Eric Berryman como Lloyd Hawthorne
- Angel Desai como Cassandra Hawthorne
- Mykelti Williamson como Honcho, um caçador de recompensas
- Cameron Cowperthwaite como Monty, um saqueador que seduz Lucy
- Mike Doyle como Bob Spencer
- Michael Emerson como Dr. Siggi Wilzig, um viajante enigmático que ajuda Lucy
- Michael Rapaport como Cavaleiro Titus, a quem Maximus inicialmente serve
- Dale Dickey como Ma June, uma comerciante rabugenta no povoado de Filly
- Neal Huff como Roger, um ghoul
- Matty Cardarople como Huey
- Glenn Fleshler como Sorrel Booker
- Fred Armisen como DJ Carl
- Erik Estrada como Adam
- Michael Mulheren como Frederick Sinclair

## Episódios
| N.º | Título                       | Dirigido por                      | Escrito por                             | Lançamento          |
| --- | ---------------------------- | --------------------------------- | --------------------------------------- | ------------------- |
| 1 | "The End" "O Fim"            | Jonathan Nolan                    | Geneva Robertson-Dworet & Graham Wagner | 10 de abril de 2024 |
| Em 2077, o ator Cooper Howard e sua filha Janey são pegos no meio de um ataque nuclear contra Los Angeles. 219 anos depois, Lucy MacLean, moradora da Vault 33, se voluntaria para um casamento arranjado com um morador da Vault 32. Após o casamento, os visitantes do Vault 32 revelam ser invasores liderados por Lee Moldaver. O pai de Lucy e supervisor do Vault 33, Hank MacLean, é forçado a partir com eles. Desafiando as normas do Vault, Lucy decide ir à superfície sozinha para procurar seu pai. Enquanto isso, Maximus, aspirante da Brotherhood of Steel, é promovido ao posto de escudeiro e se junta ao Cavaleiro Titus para caçar um membro do Enclave. Em outro lugar, um grupo de caçadores de recompensas encontra Howard, que foi transformado pela radiação em um Ghoul, e tenta recrutá-lo para encontrar o mesmo membro do Enclave. Em vez disso, Howard os mata e vai atrás da recompensa sozinho. |                              |                                   |                                         |                     |
| 2 | "The Target" "O Alvo"        | Jonathan Nolan                    | Geneva Robertson-Dworet & Graham Wagner | 10 de abril de 2024 |
| Em uma instalação da Enclave, o Dr. Siggi Wilzig desenvolve um misterioso dispositivo azul antes de injetá-lo em seu pescoço. Ele foge das instalações com seu cão experimental, CX404. Em um terreno baldio, Lucy encontra Wilzig, que a incita a retornar ao seu refúgio. Maximus e Titus começam sua busca e são atacados por um urso mutante. Titus é ferido, mas seus maus-tratos a Maximus fazem com que o escudeiro o deixe sangrar antes de tomar para si a armadura poderosa do cavaleiro. Lucy se reúne com Wilzig em Filly, onde ele tenta conseguir uma passagem segura para Moldaver. Em busca da recompensa, Howard os ataca, mas é distraído por Maximus, permitindo que Lucy escape com Wilzig. CX404, ferido, é deixado para trás, mas Howard cura o cão e o usa para rastrear Wilzig. Ferido mortalmente, Wilzig ingere cianeto, pois acredita que ele atrasará Lucy, instruindo-a a entregar sua cabeça a Moldaver em troca do pai dela. |                              |                                   |                                         |                     |
| 3 | "The Head" "A Cabeça"        | Jonathan Nolan                    | Geneva Robertson-Dworet & Graham Wagner | 10 de abril de 2024 |
| Maximus assume a identidade de Titus, e a Brotherhood envia um novo escudeiro, Thaddeus, acreditando que Maximus está morto. Lucy é atacada por um gulper que engole a cabeça de Wilzig. Howard chega com o CX404 e usa Lucy como isca para atrair o gulper, mas os produtos químicos que mantêm sua saúde são destruídos na tentativa. Deixando o CX404 para trás, Howard parte com Lucy como prisioneira. Maximus e Thaddeus rastreiam a cabeça até o mesmo local e derrotam o gulper, recuperando a cabeça e ficando com a custódia do CX404. De volta ao Vault 33, Norm pede ao conselho que execute vários invasores capturados por assassinato, mas é rechaçado. Pre-War, Howard becomes a celebrity spokesman for Vault-Tec at the encouragement of his wife, a top company executive. |                              |                                   |                                         |                     |
| 4 | "The Ghouls" "Os Necróticos" | Daniel Gray Longino               | Kieran Fitzgerald                       | 10 de abril de 2024 |
| No Vault 33, Norm fica desconfiado após uma interação com um invasor em cativeiro. Ele e Chet exploram o Vault 32, descobrindo que seus residentes morreram dois anos antes como consequência de brigas internas e que alguém usou o Pip-Boy de sua mãe Rose para deixar os invasores entrarem. Howard vende Lucy para uma gangue de coletores de órgãos em troca de produtos químicos antes de entrar em colapso. Prestes a ser cortada, Lucy luta e liberta os ghouls cativos mantidos pelos coletores. Os poucos ghouls selvagens os atacam, forçando Lucy a matar para sobreviver. Ela dá a Howard alguns produtos químicos para sobreviver antes de seguir seu próprio caminho. |                              |                                   |                                         |                     |
| 5 | "The Past" "O Passado"       | Clare Kilner                      | Carson Mell                             | 10 de abril de 2024 |
| Maximus confessa sua verdadeira identidade a Thaddeus; enojado, Thaddeus desativa a armadura elétrica dele e vai embora com a cabeça de Wilzig e o CX404. Lucy encontra Maximus e eles concordam em trabalhar juntos para recuperar a cabeça. Em sua perseguição, os dois se deparam com as ruínas de Shady Sands, uma cidade que já foi próspera no pós-guerra e antigo lar de Maximus. Maximus é ferido por um Fiend e, ao procurar suprimentos médicos em um prédio abandonado da Vault-Tec, os dois caem acidentalmente no Vault 4. De volta ao Vault 33, a presidente do conselho Betty Johnson é eleita supervisora. Para o choque de Norm, ela ordena que o Vault 32 seja repovoado após a limpeza dos moradores mortos. |                              |                                   |                                         |                     |
| 6 | "The Trap" "A Armadilha"     | Frederick E. O. Toye              | Karey Dornetto                          | 10 de abril de 2024 |
| Lucy e Maximus são recebidos por Birdie, uma sobrevivente de Shady Sands, e Bob, o supervisor da Vault 4. Eles explicam que o Vault 4 recebe pessoas de fora, inclusive refugiados de Shady Sands. Enquanto Maximus se aclimata lentamente ao Vault, Lucy fica horrorizada com os rituais excêntricos dos refugiados e com a adoração da "The Flame Mother", Moldaver. Convencida de que o Vault 4 está escondendo algo, ela se aventura no proibido nível 12. Ela descobre experimentos humanos antes de ser pega, mas é explicado a ela que os cidadãos da Vault 4 lutaram contra esses cientistas e agora vivem em paz. No período pré-guerra, Howard entra em conflito com o sigilo da associação de Barb com a Vault-Tec. Ele é convidado para uma reunião secreta para falar sobre a conspiração por trás da Vault-Tec, que é organizada por uma Moldaver mais jovem. |                              |                                   |                                         |                     |
| 7 | "The Radio" "O Rádio"        | Frederick E.O. Toye, Clare Kilner | Chaz Hawkins                            | 10 de abril de 2024 |
| Os residentes do Cofre 4 se reúnem enquanto Lucy é preparada para ser expulsa do cofre. Maximus sai com ela, após um breve conflito com os residentes do cofre. Thaddeus abandona o CX404 e faz contato com a Brotherhood. Lucy e Maximus acabam encontrando Thaddeus; depois de saber que ele está se transformando em um ghoul, o que levaria a Brotherhood a matá-lo, Thaddeus entrega a cabeça. Lucy continua sua jornada sozinha, enquanto Maximus fica para trás para distrair a Brotherhood. Norm entra secretamente no Vault 31. Enquanto isso, Howard, depois de determinar a localização do Moldaver, se reúne com o CX404. No período pré-guerra, uma Moldaver mais jovem (então chamada de Sra. Williams) convence Howard de que ele não pode confiar em sua esposa e que deve gravar as conversas dela com a diretoria da empresa. |                              |                                   |                                         |                     |
| 8 | "The Beginning" "O Começo"   | Wayne Yip                         | Gursimran Sandhu                        | 10 de abril de 2024 |
| No período pré-guerra, Howard escuta Barb e descobre que a Vault-Tec planeja provocar uma guerra nuclear total para que o mundo possa ser reconstruído à sua imagem. Ele também conhece os executivos juniores da Vault-Tec, Betty Pearson e Henry "Hank" MacLean. Maximus é perdoado pela Brotherhood e se junta à batalha contra as forças de Moldaver. Norm descobre que o Vault 31 contém os executivos da Vault-Tec armazenados criogenicamente e, preso por seu supervisor ciborgue, entra em suspensão criogênica para permanecer vivo. Lucy entrega a cabeça a Moldaver, que recupera uma partícula experimental de fusão a frio. Ela revela que Hank foi responsável pela destruição de Shady Sands para garantir a continuação dos planos da Vault-Tec, depois que Rose deixou o cofre com Lucy e Norm ainda bebês. Isso transformou sua mãe em um ghoul. Quando a Brotherhood inicia seu ataque, Lucy renega o pai. Maximus vai até eles e Lucy, ainda atônita, é incapaz de impedi-lo de libertar seu pai da prisão. Agora livre, Hank a ameaça com uma armadura poderosa da Brotherhood antes que Howard intervenha. Howard confronta Hank, revelando sua interação antes da guerra e pergunta onde está sua família agora, dando a entender que eles ainda estão vivos em algum lugar em um refúgio. Hank foge. Howard oferece a Lucy que o acompanhe junto com o CX404 para perseguir seu pai e descobrir a verdade sobre a Vault-Tec e o paradeiro de sua família. Moldaver é ferida fatalmente, mas consegue restaurar a energia total da área de Los Angeles usando a fusão a frio, enquanto Maximus é nomeado cavaleiro por seu serviço quando a Brotherhood acredita que ele matou Moldaver. Hank se retira para um assentamento remoto nas ruínas da cidade-estado de New Vegas. |                              |                                   |                                         |                     |

## Produção

### Desenvolvimento
A Bethesda foi abordada várias vezes sobre uma adaptação televisiva dos videogames Fallout desde que a desenvolvedora lançou Fallout 3 em 2008, de acordo com Todd Howard, da Bethesda, embora ele sentisse que nenhuma das sugestões atendia à visão da série Fallout. O executivo de marketing da Bethesda, Pete Hines, também alertou a empresa em 2015 sobre o impacto potencial de uma má adaptação de seus videogames, dizendo "Há muito mais coisas que podem dar errado do que dar certo com isso", já que o diretor da adaptação pode anular a visão da série. Hines apontou o exemplo do filme Doom de 2005 como um exemplo de má adaptação. A situação mudou quando Jonathan Nolan abordou a Bethesda com sua ideia de uma série de televisão Fallout, já que era um jogador ávido da série de jogos. Howard descobriu que Nolan tinha uma visão clara para a adaptação e concordou que esta abordagem era uma boa maneira de levar a série de jogos para a tela da televisão.
A adaptação para a televiso foi formalmente anunciada em julho de 2020 pela Amazon Studios (posteriormente renomeada Amazon MGM Studios) com Nolan e Lisa Joy desenvolvendo o trabalho. Joy descreveu a série como "um gonzo, louco, engraçado, uma aventura e um mindfuck como você nunca viu antes".
Em janeiro de 2022, Geneva Robertson-Dworet e Graham Wagner foram contratados como showrunners da série, com Nolan definido para dirigir o episódio piloto.
Foi confirmado que a série se passará dentro da mesma continuidade da franquia durante uma entrevista em 28 de novembro de 2023, porque Howard queria evitar a adaptação de qualquer um dos jogos anteriores e, em vez disso, buscou uma história original para ser contada.

### Elenco
Em fevereiro de 2022, Walton Goggins foi escalado para um papel principal como Cooper Howard, um ator de Hollywood que se tornou um Ghoul após a queda das bombas. Em março de 2022, Ella Purnell se juntou ao elenco. Em junho de 2022, Kyle MacLachlan, Xelia Mendes-Jones e Aaron Moten entraram para o elenco regular.
Em outubro de 2023, foi anunciado elenco adicional incluindo Sarita Choudhury, Michael Emerson, Leslie Uggams e Zach Cherry.

### Filmagem

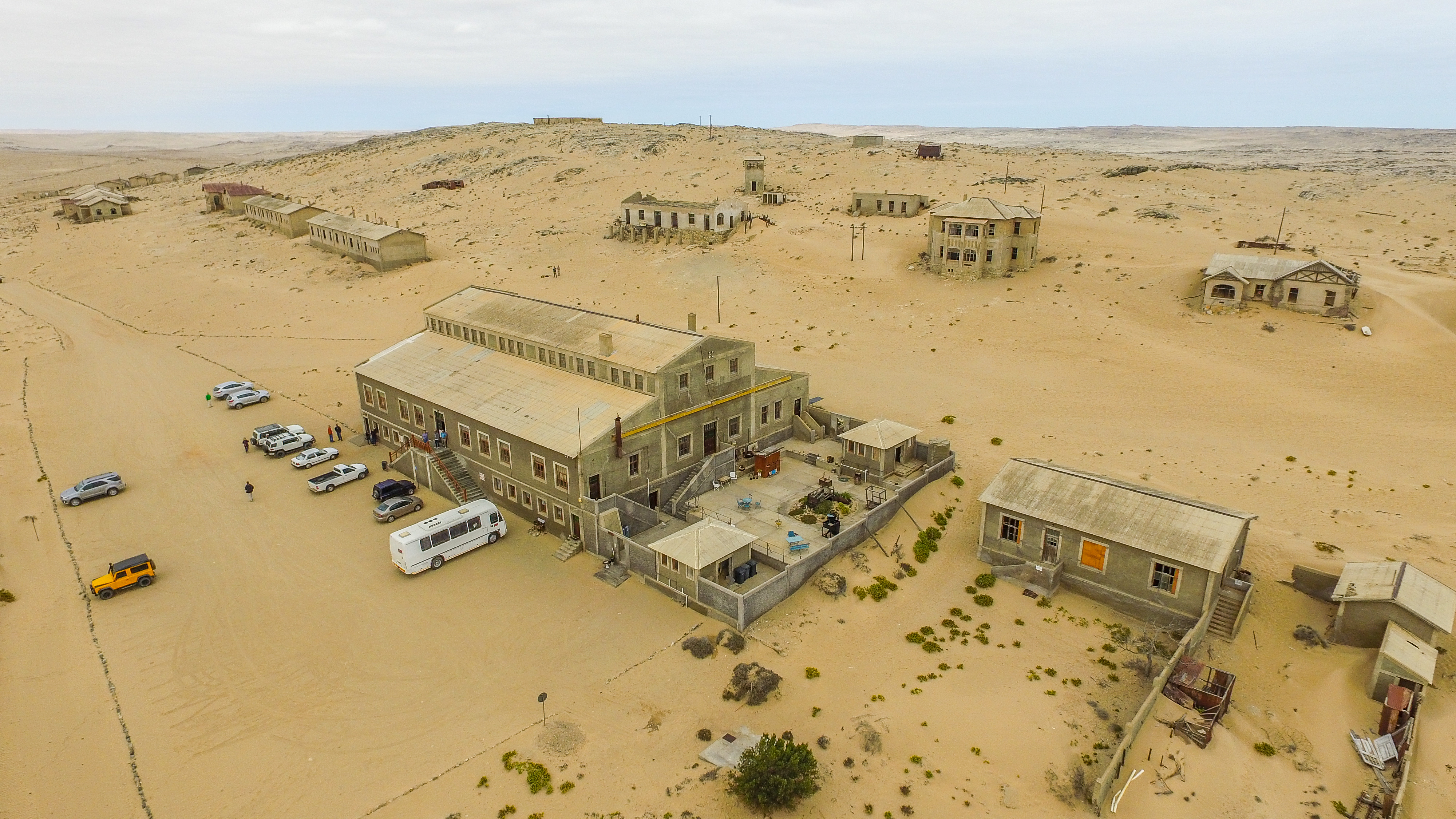
Uma tomada aérea de Kolmanskop, Namíbia, que foi usada para filmar cenas em Wasteland

As filmagens começaram em 5 de julho de 2022, em Nova Jersey, Nova Iorque e Utah. Outras filmagens foram realizadas na Namíbia, na Costa do Esqueleto, incluindo Kolmanskop, uma cidade mineira abandonada na região. Nolan dirigiu os três primeiros episódios da série, com Stuart Dryburgh e Teodoro Maniaci atuando como diretores de fotografia.

## Música
Em janeiro de 2024, foi revelado que Ramin Djawadi havia composto uma trilha sonora inspirada nas composições da série Fallout de Inon Zur.
A primeira trilha sonora da série de televisão foi lançada pela Amazon em 8 de abril de 2024.

## Lançamento
Fallout estava programado para estrear no Amazon Prime Video em 12 de abril de 2024, mas esta data foi posteriormente adiantada para ser lançada em 10 de abril de 2024, às 18h PT.

## Recepção
O site agregador de críticas Rotten Tomatoes relatou um índice de aprovação de 94% com base em 86 críticas. O consenso dos críticos do site diz: "Uma adaptação que parece uma verdadeira extensão dos jogos, Fallout é uma explosão pós-apocalíptica tanto para os novatos quanto para os fãs de longa data." O Metacritic atribuiu uma pontuação de 73 em 100 com base em 32 críticos, indicando "críticas geralmente favoráveis".
Kristen Baldwin, da Entertainment Weekly, deu à série uma nota B+ e disse: "A temporada de oito episódios se passa em um universo vívido e cativante que será familiar para os jogadores - embora não seja necessário conhecer a franquia para desfrutar de seus prazeres distópicos sombrios e cômicos." Ao analisar a série para o San Francisco Chronicle, Zaki Hasan deu uma nota de 3/4 e escreveu: "Com uma série de mistérios que se desdobram, protagonistas com os quais nos importamos e uma missão que queremos ver até o fim, Fallout está bem posicionada para aumentar a base de fãs leais que mantém a franquia de videogames há 27 anos."